# 小沢僥謳
小澤 僥謳（おざわ きょう、1938年1月27日 - 1999年3月28日）は、日本の劇作家、演出家、翻訳家。本名：小沢 協（読みは同じ）。東京府芝区西久保明舟町（現・東京都港区虎ノ門）出身。暁星中学校・高等学校、パリ大学人文科卒業。父は俳優の小沢栄太郎。

## 来歴・人物
俳優の小沢栄太郎とその最初の妻との長男として生まれ、16歳で母を自死で失う。中学・高校を暁星学園で過ごし、卒業後はパリ大学人文科に進学。同大学卒業後もフランスに滞在して映画助監督となり、帰国後に舞台の劇作家、演出家として活動した。第5回湯浅芳子賞受賞。ファッションブランド「VAN」が製作した『Take IVY』の映画版の監督も務めた。
1999年3月28日、閉塞性黄疸のため死去。61歳没（享年62）。

## 著書
- 『俳優 小澤栄太郎―火宅の人』（角川書店、1996年 ISBN 4048834436）